# نوبسا
نوبسا (انگلیسی: Nobsa) نام شهری در کشور کلمبیا است.